# Pétros S. Kókkalis
Pétros S. Kókkalis (en grec moderne : Πέτρος Σ. Κόκκαλης), né le 26 février 1970 à Athènes, est un homme politique grec.